# 梅特·加佐茲
梅特·加佐茲（土耳其語：Mete Gazoz，1999年6月8日—），土耳其男子反曲弓射箭運動員，代表土耳其贏得2020年夏季奧林匹克運動會男子個人射箭比賽金牌。

## 私生活
梅特·加佐茲於1999年6月8日出生。他曾就讀位於Bahçelievler的İhlas Kolej高中。